# کیدی گرووز
کیدی گرووز (به انگلیسی: Cady Groves) (زاده ۳۰ ژوئیهٔ ۱۹۸۹-درگذشته ۲ مهٔ ۲۰۲۰) خواننده و ترانه‌سرا آمریکایی بود.